# Hüffenhardt
Hüffenhardt – miejscowość i gmina w Niemczech, w kraju związkowym Badenia-Wirtembergia, w rejencji Karlsruhe, w regionie Rhein-Neckar, w powiecie Neckar-Odenwald, wchodzi w skład wspólnoty administracyjnej Haßmersheim. Leży w Kraichgau, ok. 6 km na południe od Mosbach, przy linii kolejowej Hüffenhardt–Neckargemünd.

## Galeria

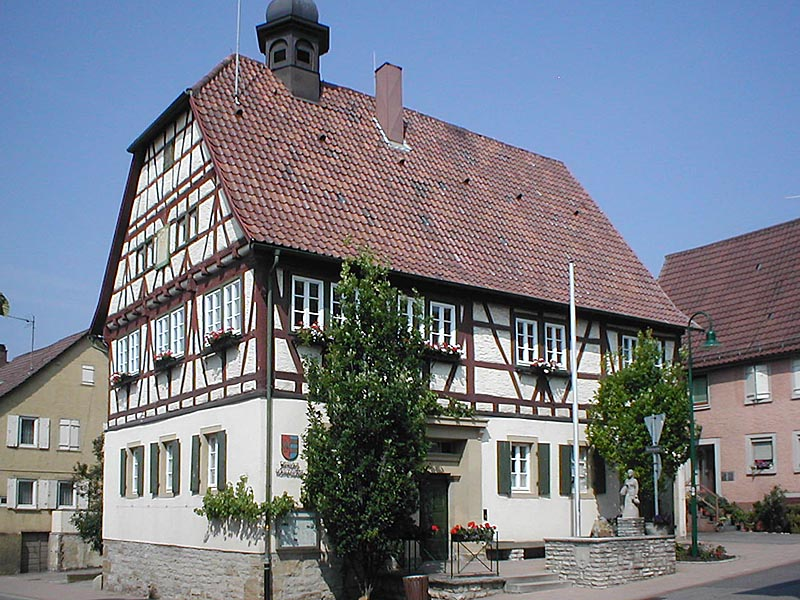
Ratusz
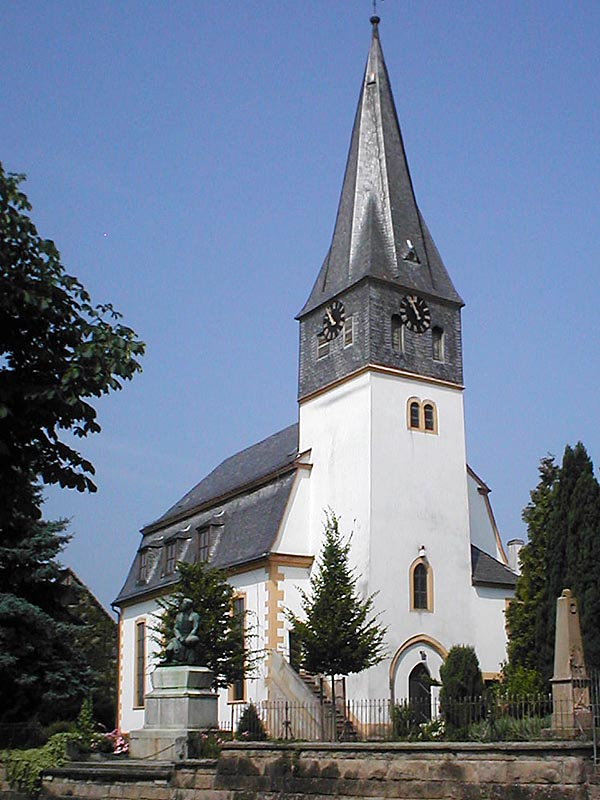
Kościół ewangelicki
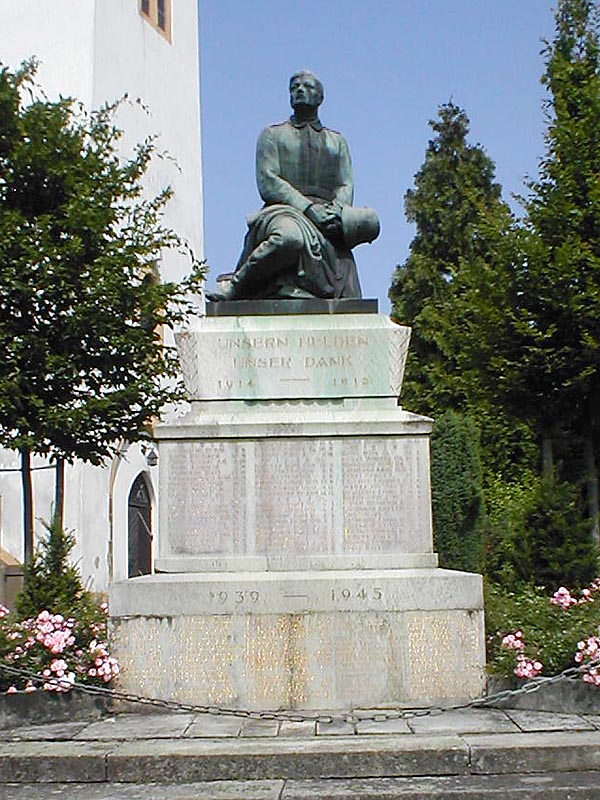
Pomnik wojenny